# Albina Kelmendi
Albina Kelmendi (pronunciación albanesa: [al'bina kɛl'mendi]; Peć, Kosovo, 27 de enero de 1998) es una cantante y compositora albanokosovar. Saltó a la fama después de quedar en segundo lugar en la cuarta edición de The Voice of Albania en 2014.

## Primeros años
Albina Kelmendi nació en Peć, Kosovo (entonces parte de Yugoslavia). Estudió clarinete y piano en la escuela de música Halit Kasapolli en su ciudad natal y comenzó a actuar junto con su familia bajo el nombre de Family Band.

## Carrera
En 2014, se presentó a la cuarta edición de The Voice of Albania. Después de que los cuatro coaches se girasen, se unió al Equipo Elsa Lila. Terminó como subcampeona de la temporada.
| Ronda               | Canción                          | Artista(s) original(es)         | Información                                                  |
| ------------------- | -------------------------------- | ------------------------------- | ------------------------------------------------------------ |
| Audiciones a ciegas | "Something's Got a Hold on Me"   | Etta James                      | Se giraron los cuatro jueces, se unió al Equipo de Elsa Lila |
| Batallas            | "Run Baby Run"                   | Sheryl Crow                     | Ganó contra Nilsa Hysi                                       |
| Último asalto       | "Suus"                           | Rona Nishliu                    | Ganó contra Xhejni Memlikaj                                  |
| Directos            | "Tomlin e nanës"                 | Jericho                         |                                                              |
| Directos            | "Serenata e Shubertit"           | Federico Ndoci                  |                                                              |
| Directos            | "All for Love"                   | Bryan Adams, Rod Stewart, Sting | Con el equipo Elsa                                           |
| Semifinal           | "It's a Man's Man's Man's World" | James Brown                     |                                                              |
| Final               | "Zgjohu"                         | Jericho                         |                                                              |
| Final               | "Unchain my Heart"               | Ray Charles                     |                                                              |
| Final               | "Tomlin e nanës"                 | Jericho                         | Con Jericho                                                  |

Al año siguiente, participó en la duodécima edición de Top Fest, donde presentó la canción "Nuk ka ma mire".

### 2022-presente:Nana loke, Festivali i Këngës y Festival de la Canción de Eurovisión
En junio de 2022, Albina Kelmendi lanzó su álbum debut, Nana loke. En diciembre del mismo año, ella y cinco miembros de su familia participaron en el Festivali i Këngës 61 como Albina & Familja Kelmendi, donde presentaron la canción "Duje". Mientras que quedó en segundo lugar en la noche final para ganar dicho festival, cuyo resultado fue decidido por un jurado, el voto del público la eligió como la representante de Albania en el Festival de la Canción de Eurovisión 2023 en Liverpool, Reino Unido.

## Discografía

### Álbumes de estudio
| Título    | Detalles del álbum                                          |
| --------- | ----------------------------------------------------------- |
| Nana loke | - Lanzamiento: 25 de junio de 2022 - Sello: Fole Publishing |

### Sencillos

#### Como artista principal
| Título                                       | Año  | Álbum                             |
| -------------------------------------------- | ---- | --------------------------------- |
| "Ëndrrën mos ma merr"                        | 2015 | Sencillos no incluidos en álbumes |
| "Hera e parë"                                | 2016 | Sencillos no incluidos en álbumes |
| "Denim" (con Sinan Vllasaliu)                | 2018 | Sencillos no incluidos en álbumes |
| "Shko"                                       | 2020 | Sencillos no incluidos en álbumes |
| "Nje takim" (con Taulant Bajraliu)           | 2020 | Sencillos no incluidos en álbumes |
| "Ishim"                                      | 2020 | Sencillos no incluidos en álbumes |
| "Mos më lini vet"                            | 2020 | Sencillos no incluidos en álbumes |
| "Ta fali zemra"                              | 2020 | Sencillos no incluidos en álbumes |
| "Vjet e mija po kalojn"                      | 2020 | Sencillos no incluidos en álbumes |
| "Hallakam" (con Labinot Tahiri)              | 2020 | Sencillos no incluidos en álbumes |
| "Ç'ka don tash prej meje" (con Ymer Bajrami) | 2020 | Sencillos no incluidos en álbumes |
| "Mirazh"                                     | 2021 | Sencillos no incluidos en álbumes |
| "Kur ta ktheva Kosovë shpinën"               | 2021 | Sencillos no incluidos en álbumes |
| "Vulkan"                                     | 2021 | Sencillos no incluidos en álbumes |
| "Zot mos e bo"                               | 2021 | Sencillos no incluidos en álbumes |
| "E kom prej teje"                            | 2021 | Sencillos no incluidos en álbumes |
| "Pa mu"                                      | 2021 | Sencillos no incluidos en álbumes |
| "Çikë e bukur"                               | 2021 | Sencillos no incluidos en álbumes |
| "Moj e mira te pojata"                       | 2021 | Sencillos no incluidos en álbumes |
| "Jetoj me shpresë"                           | 2022 | Sencillos no incluidos en álbumes |
| "Nane moj kom gabu"                          | 2022 | Sencillos no incluidos en álbumes |
| "Sytë e tu"                                  | 2022 | Sencillos no incluidos en álbumes |
| "Duje"                                       | 2022 | Sencillos no incluidos en álbumes |